# Сезар д'Етре
Сезар д'Етре (фр. César d'Estrées, 5 лютого 1628, Париж — 18 грудня 1714, Париж) — французький політик, дипломат та кардинал, член Французької академії, у якій займав дев'яте крісло (1658–1714).